# Orpin annuel
Sedum annuum
Espèce
L'Orpin annuel (Sedum annuum) est une espèce de plantes à fleurs de la famille des Crassulacées. C'est une plante annuelle. En Suisse, l'orpin annuel se rencontre dans les Alpes.